# أدولف باتيك
أدولف باتيك (4 أبريل 1900 - 9 سبتمبر 1982) كان لاعب كرة قدم ومديرًا فنيًا نمساويًا.

## حياة مهنية
بدأ أدولف مسيرته الكروية في عام 1916 مع نادي وينر سبورت. في عام 1919 وصل فريقه إلى نهائيات كأس النمسا، لكنه هزم أمام رابيد فيينا بنتيجة 3-0. إلى جانب كارل جوردان، انضم أدولف إلى نادي دي إف سي أوستي لفترة قصيرة قبل الانتقال إلى نادي كرة القدم الألماني براغ. سرعان ما أصبح معروفًا بقدراته كمهاجم وتم استقطابه من قبل منافسيه سبارتا براغ. انضم إليه بيبي هوريس، الذي لعب إلى جانبه في فيينا، وكان أدولف جزءًا من فريق سبارتا الذي فاز ببطولة تشيكوسلوفاكيا في عامي 1926 و1927. كما فاز بكأس ميتروبا عام 1927 مع سبارتا وشارك أيضًا في المباراة النهائية الخاسرة لكأس ميتروبا عام 1930، وكلاهما ضد رابيد فيينا.
بعد الحرب العالمية الثانية، تحول أدولف إلى مهنة التدريب، حيث بدأ كمساعد في الاتحاد النمساوي لكرة القدم قبل الانضمام إلى نادي بيرن من عام 1947 إلى عام 1949 كمدرب. من سبتمبر 1949 حتى مايو 1953، قام بتدريب منتخب لوكسمبورج قبل تدريب نادي كارلسروه، حيث حقق أعظم نجاحاته كمدرب، في عام 1955 قاد ذلك الفريق للفوز بكأس ألمانيا. في الموسم التالي، تأهل نادي كيه إس سي إلى الجولة النهائية من كأس ألمانيا، لكنه خسر في النهاية أمام بوروسيا دورتموند.
في عام 1956، أصبح أدولف مدربًا لفريق آينتراخت فرانكفورت، وفاز بأول نهائي لكأس ألمانيا تحت الأضواء الكاشفة، ضد فريق شالكه 04. بعد عامين في فرانكفورت، أمضى ثلاثة أعوام أخرى كمدرب في بايرن ميونيخ، وبقي هناك حتى عام 1961. بعد فترة قصيرة مع نادي يوفنتوس، عاد إلى كرة القدم النمساوية لتدريب نادي وينر نويشتات، حيث فاز بنهائي كأس النمسا عام 1963 ضد نادي لاسك لينز. تأهل الفريق إلى كأس أوروبا، لكنه خسر أمام شتيينتا كلوج.